# Giải KCFCC cho kịch bản chuyển thể hay nhất
Giải KCFCC cho kịch bản chuyển thể hay nhất là một giải của KCFCC dành cho kịch bản chuyển thể của một phim, được bầu chọn là hay nhất. Giải này được lập từ năm 2004.

## Các kịch bản phim đoạt giải

### Thập niên 2000
| Năm  | Kịch bản phim          | Soạn giả                     | Nguồn                              |
| ---- | ---------------------- | ---------------------------- | ---------------------------------- |
| 2004 | Sideways               | Alexander Payne & Jim Taylor | tiểu thuyết của Rex Pickett        |
| 2005 | München                | Tony Kushner & Eric Roth     | sách của George Jonas              |
| 2006 | The Departed           | William Monahan              | phim của Siu Fai Mak & Felix Chong |
| 2007 | No Country for Old Men | Ethan & Joel Coen            | tiểu thuyết của Cormac McCarthy    |
| 2008 | Slumdog Millionaire    | Simon Beaufoy                | tiểu thuyết của Vikas Swarup       |